# Pseudomugil signifer
Pseudomugil signifer là một loài cá trong phân họ Pseudomugilinae có nguồn gốc ở miền đông Úc. Được mô tả bởi nhà tự nhiên học người Áo Rudolf Kner vào năm 1866, loài này bao gồm hai phân loài đã được coi là những loài riêng biệt trong quá khứ và có thể một lần nữa sẽ được nghiên cứu thêm. Nó là loài cá phổ biến của các con sông và cửa sông dọc theo bờ biển phía đông từ Cape York ở phía bắc Queensland đến phía nam New South Wales, Burdekin Gap ở bắc trung bộ Queensland phân chia phạm vi của hai phân loài.

## Mô tả
Nhà tự nhiên học người Áo Rudolf Kner đã mô tả loài này vào năm 1866, từ một mẫu vật được thu thập tại Sydney vào năm 1858 trong chuyến thám hiểm Novara và được đưa đến Vienna bởi SMS Novara. Nhà động vật học người Anh gốc Đức Albert Günther đã mô tả Atherina signata từ các bộ sưu tập ở Cape York vào năm 1867. Nhà côn trùng học Anh William Sharp Macleay đặt tên là "con cá nhỏ tò mò" được thu thập từ Sông Bremer, một nhánh của Sông Brisbane, bởi một ông tên Jameson từ Ipswich, là Atherinosoma jamesonii năm 1884; sau đó nó được xếp vào loại cùng loài bởi nhà ngư loại học Úc James Douglas Ogilby năm 1908. Thay đổi trong phạm vi của nó, mắt xanh Thái Bình Dương được coi là một loài duy nhất, mặc dù nó đã được một số nhà khoa học phân chia thành signata phía bắc và signifer ở phía nam, với loài trước đây được tìm thấy từ sông Ross về phía bắc và phía nam từ sông Calliope về phía nam. Sự phân chia xảy ra tại một rào cản địa sinh học được gọi là Burdekin Gap. Trong chuyên khảo năm 1919 về họ Atherinidae, David Starr Jordan và Carl Leavitt Hubbs đã duy trì hai loài này như những loài riêng biệt - P. signifer và P. signata - dựa trên số lượng tia ở vây lưng và sự khác biệt trong các sợi tơ của con đực. 
Gilbert Whitley đã kiểm tra tài liệu từ quần đảo Low ngoài khơi Cairns và duy trì chúng riêng biệt vào năm 1935. Năm 1979, Hadfield và các đồng nghiệp phân tích hai loài và cảm thấy rằng sự khác biệt trong cả hai loài đều lớn hơn giữa chúng và không có đặc điểm nào giúp con người phân biệt được cả hai loài. Do đó, họ đề nghị kết hợp các loài lại. Tuy nhiên, một nghiên cứu năm 2002 và một nghiên cứu tiếp theo năm 2004 phân tử cho thấy hai quần thể khác biệt về mặt di truyền và gợi ý rằng chúng có thể được phân loại lại một lần nữa thành loài. Các loài từ cực bắc và cực nam của phạm vi dường như không giao phối với nhau trong điều kiện nuôi nhốt, điều này cho thấy có thể có hai loài riêng biệt trong khái niệm hiện tại về loài.